# Jakob Sveistrup
Jakob Sveistrup (Hjallese, 8 maart 1972) is een Deense zanger.
Sveistrup begon zijn muzikale carrière in 2003, toen hij meedeed aan een talentenjacht op de Deense televisie en daarbij de finales haalde. In 2005 deed hij met het nummer Tænder på dig mee aan de Dansk Melodi Grand Prix, de Deense voorronde voor het Eurovisiesongfestival. Ondanks dat dit het eerste jaar was dat er in de preselectie in het Engels gezongen mocht worden, koos Sveistrup toch voor het Deens. En niet zonder succes: hij won en versloeg onder anderen de Olsen Brothers, die wel met een Engels liedje meededen. Sveistrup mocht vervolgens Denemarken vertegenwoordigden op het Eurovisiesongfestival van dat jaar in Kiev. Tænder på dig werd voor de gelegenheid van een Engelse tekst voorzien, en kreeg als titel Talking to you. Hoewel er niet echt in zijn kansen werd geloofd, eindigde Sveistrup in de halve finale van het songfestival als derde en ging zo glorieus door naar de finale. Hierin dong hij echter niet mee voor de overwinning, maar werd hij toch tiende, het beste resultaat voor Denemarken sinds 2001.
Enkele maanden na zijn deelname was Sveistrup te gast bij Congratulations, de verjaardagsshow van het songfestival, waarbij hij nogmaals zijn inzending Talking to you ten gehore bracht.
Sveistrup had tot 2006 een baan als leerkracht voor autistische kinderen. Hij stopte hiermee om zich te gaan toeleggen op zijn muzikale carrière. Tot nu zijn er twee albums van hem verschenen: Jakob Sveistrup (2005) en Fragments (2006).
1957: Birthe Wilke & Gustav Winckler · 
1958: Raquel Rastenni · 
1959: Birthe Wilke · 
1960: Katy Bødtger · 
1961: Dario Campeotto · 
1962: Ellen Winther · 
1963: Grethe & Jørgen Ingmann · 
1964: Bjørn Tidmand · 
1965: Birgit Brüel · 
1966: Ulla Pia · 
1978: Mabel · 
1979: Tommy Seebach · 
1980: Bamses Venner · 
1981: Tommy Seebach & Debbie Cameron · 
1982: Brixx · 
1983: Gry Johansen · 
1984: Hot Eyes · 
1985: Hot Eyes · 
1986: Trax · 
1987: Anne Cathrine Herdorf & Bandjo · 
1988: Hot Eyes · 
1989: Birthe Kjær · 
1990: Lonnie Devantier · 
1991: Anders Frandsen · 
1992: Lotte Nilsson & Kenny Lübcke · 
1993: Tommy Seebach Band · 
1995: Aud Wilken · 
1997: Kølig Kaj · 
1999: Michael Teschl & Trine Jepsen · 
2000: Olsen Brothers · 
2001: Rollo & King · 
2002: Malene · 
2004: Tomas Thordarson · 
2005: Jakob Sveistrup · 
2006: Sidsel Ben Semmane · 
2007: DQ · 
2008: Simon Mathew · 
2009: Niels Brinck · 
2010: Chanée & N'evergreen · 
2011: A Friend in London · 
2012: Soluna Samay · 
2013: Emmelie de Forest · 
2014: Basim · 
2015: Anti Social Media · 
2016: Lighthouse X · 
2017: Anja Nissen · 
2018: Rasmussen · 
2019: Leonora · 
2021: Fyr & Flamme · 
2022: REDDI · 
2023: Reiley · 
2024: Saba · 
2025: Sissal